# Villachiara
Villachiara är en ort och kommun i provinsen Brescia i regionen Lombardiet i Italien. Kommunen hade 1 416 invånare (2018).